# Khalfan Ibrahim
Khalfan Ibrahim Khalfan Al Khalfan (arabul: خلفان إبراهيم خلفان; Doha, 1988. február 18. –) katari válogatott labdarúgó, az Asz-Szadd középpályása. 2006-ban ő lett az év ázsiai labdarúgója, ezzel ő lett az első katari, aki elnyerte a díjat. Az Al Arabi utánpótlásában szerepelt, mielőtt 2004-ben az Asz-Szaddhoz szerződött.
Édesapja Ibrahim Khalfan Al Khalfan, az Al-Arabi és a katari válogatott korábbi játékosa.